# Glasgow Museums
Glasgow Museums er en gruppe af museer og gallerier, der ejes af City of Glasgow, Scotland. Sammenlagt har de en samling på omkring 1,6 millioner genstande, over 60.000 stykker kunst, 200.000 genstande fra menneskehedens historie og over 21.000 genstande der relaterer sig til transport og teknologi, samt over 585.000 gentande relateret til naturhistorie.. Museerne drives af Glasgow Life.
Museerne er:
- Burrell Collection
- Gallery of Modern Art (GoMA)
- Glasgow Museums Resource Centre[4]
- Kelvin Hall (Museum store)[5]
- Kelvingrove Art Gallery and Museum
- Glasgow Open Museum[6]
- People's Palace
- Provand's Lordship
- Riverside Museum
- Scotland Street School Museum
- St Mungo Museum of Religious Life and Art